# Soleil levant (film)
Pour les articles homonymes, voir Soleil levant.
Pour plus de détails, voir Fiche technique et Distribution.
Soleil levant (Rising Sun) est un thriller américain réalisé par Philip Kaufman, sorti en 1993. Il s'agit d'une adaptation du roman du même nom de Michael Crichton, qui participe à l'écriture du scénario.
Le film met en vedette Sean Connery (également producteur délégué du film), Wesley Snipes, Harvey Keitel et Cary-Hiroyuki Tagawa.

## Synopsis
La Nakamoto, une importante entreprise japonaise (keiretsu), organise une grande réception dans ses bureaux américains de Los Angeles. L'entreprise envisage de racheter l'entreprise américaine d'informatique MicroCon. Cheryl Lynn Austin (Tatjana Patitz), une escort-girl, est retrouvée morte dans les locaux en marge de la soirée, apparemment à la suite d'un acte sexuel violent. Le lieutenant Webster « Web » Smith (Wesley Snipes) est appelé pour enquêter sur les lieux. Son supérieur lui demande d'aller d'abord chercher John Connor (Sean Connery), ancien capitaine de police et expert en culture japonaise. Les deux policiers se rendent à l'imposante Tour Nakamoto. Après avoir examiné la scène de crime, Smith soutient que tout indique une rencontre sexuelle suivie d'un meurtre. Connor pense quant à lui qu'il y a eu une plus grande implication de la société et que les apparences sont trompeuses. Après une enquête éprouvante, Connor reçoit un disque numérique contenant la vidéo de surveillance de la nuit de l'assassinat. Elle implique Eddie Sakamura (Cary-Hiroyuki Tagawa), le fils de Yoshida, riche homme d'affaires japonais, patron de Nakamoto et ami de longue date de Connor.

## Fiche technique
- Titre : Soleil levant
- Titre original : Rising Sun
- Réalisation : Philip Kaufman
- Scénario : Michael Crichton, Philip Kaufman et Michael Backes, d'après le roman Soleil levant de Michael Crichton
- Musique : Tōru Takemitsu
- Montage : Stephen A. Rotter et William S. Scharf
- Photographie : Michael Chapman
- Décors : Dean Tavoularis
- Costumes : Jacqueline West
- Producteur : Peter Kaufman
- Sociétés de production : 20th Century Fox et Walrus & Associates
- Distribution : 20th Century Fox (France, États-Unis)
- Pays de production :  États-Unis
- Langues originales : anglais, japonais
- Budget : 40 millions de dollars[2]
- Genre : Policier, drame, thriller
- Durée : 125 minutes
- Dates de sortie[3] :
  - États-Unis : 30 juillet 1993
  - France : 10 novembre 1993
- Classification : tous publics avec avertissement en France[4]

## Distribution
- Sean Connery (VF : Jean-Claude Michel ; VQ : Ronald France) : le capitaine John Connor
- Wesley Snipes (VF : Jacques Martial ; VQ : Jean-Luc Montminy) : le lieutenant Webster « Web » Smith
- Harvey Keitel (VF : Pascal Renwick ; VQ : Hubert Gagnon) : le lieutenant Tom Graham
- Cary-Hiroyuki Tagawa (VF : Lionel Henry ; VQ : Manuel Tadros) : Edward « Eddie » Sakamura
- Kevin Anderson (actor) (en) (VQ : Mario Desmarais) : Bob Richmond
- Mako (VQ : Jean Fontaine) : Yoshida-san
- Ray Wise (VF : Claude Giraud) : le sénateur John Morton
- Stan Egi (VQ : Luis de Cespedes) : Ishihara
- Stan Shaw (VQ : Yves Corbeil) : Phillips
- Tia Carrere (VF : Yumi Fujimori) : Jingo Asakuma
- Steve Buscemi (VF : Jean-Pierre Leroux ; VQ : Carl Béchard) : Willy « la fouine » Wilhelm (the Weasel en VO)
- Tatjana Patitz (VF : Céline Ertaud) : Cheryl Lynn Austin
- Peter Crombie (VF : Mario Santini) : Greg
- Sam Lloyd (VF : Jacques Bouanich) : Rick
- Alexandra Powers (VF : Virginie Ledieu) : Julia
- Daniel von Bargen (VF : Jean-Claude Balard) : le chef Olson
- Lauren Robinson : Zelda « Zelly » Smith
- Amy Hill (VF : Marie-Martine) : Hsieh
- Tom Dahlgren (VF : Yves Barsacq) : Jim Donaldson
- Clyde Kusatsu : Tanaka
- Michael Chapman (VF : Yves Barsacq) : Fred Hoffman
- Joey Miyashima : jeune négociateur japonais
- Nelson Mashita : jeune négociateur japonais
- Tamara Tunie : Lauren Smith
- Tony Ganios : Perry
- James Oliver Bullock : Jeff
- Pat Choate : membre de la télévision
- Dan Butler : Ken Shubik
- Toshishiro Obata : un garde impérial
- Meagen Fay : la réceptionniste Hamaguri
- Jessica Tuck : l'assistante du sénateur Morton

Sources et légende: Version française (VF) sur VoxoFilm et RS Doublage. Version québécoise (VQ) sur Doublage qc.ca

## Production

### Genèse et développement
Il s'agit d'une adaptation cinématographique du roman Soleil levant de Michael Crichton, paru en 1992. L'auteur du roman original est initialement impliqué dans l'écriture du scénario, avec Michael Backes. Les deux hommes quittent finalement le projet car ils s’opposent à ce que l'un des personnages principaux (le lieutenant Peter J. Smith) soit transformé en un Afro-Américain, une décision du réalisateur et du producteur Joe Roth. Michael Crichton explique ce désaccord : « Dans un film sur les relations entre les États-Unis et le Japon, si vous choisissez quelqu'un qui est noir, vous introduisez un autre aspect en raison des tensions entre les Noirs et les Japonais. »

### Attribution des rôles
Sean Connery incarne le capitaine John Connor. Michael Crichton avouera qu'il a écrit son roman en ayant l'acteur en tête.

### Tournage
Le tournage a eu lieu à Los Angeles (Pacific Electric Building, Grand Avenue, Mateo Street, Venice, Downtown Los Angeles, Convention Center, Tillman Water Reclamation Plant à Van Nuys, 20th Century Fox Studios de Century City) ainsi qu'à Long Beach.

### Musique
La musique du film est composée par le Japonais Tōru Takemitsu. Dans le film, on retrouve également quelques chansons qui n'apparaissent pas sur l'album de la bande originale : Chattanooga Choo Choo écrit par Harry Warren et Mack Gordon, Latin Lingo de Cypress Hill, Love Shack de The B-52's, How Gone Is Goodbye de Pam Tillis.
Liste des titres,
1. Taiko Drum Opening (interprété par le San Francisco Taiko Dojo, composé par Seiichi Tanaka) - 0:44
2. Don't Fence Me In (écrit par Cole Porter) - 1:45
3. Drive to Connor's Loft - 11:57
4. Web Meets Connor - 0:51
5. Eddie Revealed on Disc - 2:34
6. Chase - 1:04
7. Yakuza Pursuit - 1:01
8. Medley - 3:05
9. Single Petal of a Rose (écrit par Duke Ellington) - 2:06
10. Web's Confession - 2:47
11. Eddie's Showdown -6:12
12. Mystery Figure Revealed - 2:51
13. Senator Morton Gets Faxed - 2:01
14. Tsunami (interprété par le San Francisco Taiko Dojo, composé par Seiichi Tanaka) - 8:06

## Sortie et accueil

### Critique
Le film n'obtient que 35% d'avis favorables sur l'agrégateur américain Rotten Tomatoes, pour 37 critiques recensées.

### Box-office
| Pays ou région    | Box-office      | Date d'arrêt du box-office | Nombre de semaines |
| ----------------- | --------------- | -------------------------- | ------------------ |
| États-Unis Canada | 63 179 523 $    | 16 septembre 1993          | 7                  |
| France            | 815 032 entrées |                            |                    |
| Mondial           | 107 198 790 $   | -                          | -                  |

## Commentaires

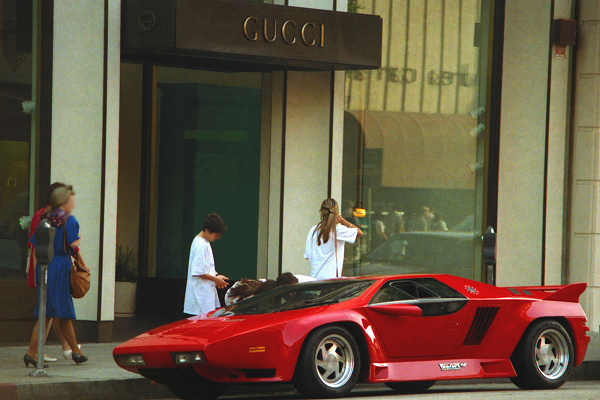
Une Vector W8, similaire à celle présente dans le film

- L'identité finale du meurtrier est modifiée par rapport au roman original, pour des raisons non expliquées par le réalisateur[8]. Quelques autres éléments sont modifiés par rapport au roman : le lieutenant Peter J. Smith est transformé en Afro-Américain et renommé Webster « Web » Smith.
- La voiture d'Eddie Sakamura est une Vector W8 rouge, une supercar américaine.
- Un des leviers principaux du film est la différence culturelle entre les États-Unis et le Japon. Le capitaine John Connor (Sean Connery) sert de guide — de sempaï — à l’enquêteur Web Smith (Wesley Snipes).